# Teuntje Beekhuis
Teuntje Beekhuis (Geldrop, 18 augustus 1995) is een Nederlandse wielrenster die vanaf 2024 rijdt voor Uno-X. 

## Carrière
In juni 2018 ging Beekhuis rijden voor de Nederlandse wielerploeg Parkhotel Valkenburg. In 2019 reed ze voor Biehler Pro Cycling, in 2020 voor Lotto Soudal Ladies en vanaf 2021 komt ze uit voor Jumbo-Visma.

## Resultaten in voornaamste wedstrijden
| Jaar | Ronde van Italië | Ronde van Frankrijk | Ronde van Spanje |
| ---- | ---------------- | ------------------- | ---------------- |
| 2018 |                  |                     | 38e              |
| 2019 |                  |                     |                  |
| 2020 | 65e              |                     |                  |
| 2021 |                  |                     |                  |
| 2022 |                  |                     |                  |
| 2023 | 87e              |                     |                  |
| 2024 |                  |                     |                  |
| 2025 | 95e              | 110e                |                  |

| Jaar | Gent-Wevelgem | Ronde van Vlaanderen | Parijs-Roubaix | Amstel Gold Race | Luik-Bast.‑Luik | Classic Lorient Agglomération | Strade Bianche | Waalse Pijl |
| ---- | ------------- | -------------------- | -------------- | ---------------- | --------------- | ----------------------------- | -------------- | ----------- |
| 2018 |               |                      |                |                  |                 |                               |                |             |
| 2019 | opgave        |                      |                |                  |                 |                               |                |             |
| 2020 |               | 53e                  |                |                  | 40e             | 36e                           | opgave         | 43e         |
| 2021 |               |                      | 17e            | 39e              | 41e             |                               | 31e            | 60e         |
| 2022 |               |                      | 14e            | 83e              |                 |                               | 61e            |             |
| 2023 | 21e           | 54e                  | 40e            |                  |                 |                               | 45e            | 81e         |
| 2024 |               |                      |                |                  |                 |                               |                |             |
| 2025 |               | 57e                  | 30e            |                  |                 |                               |                |             |

### Resultaten in rondes
| Jaar | Ronde van Valencia | Healthy Ageing Tour | Emakumeen Bira | Boels Ladies Tour | Ronde van België |
| ---- | ------------------ | ------------------- | -------------- | ----------------- | ---------------- |
| 2018 |                    |                     |                |                   | 75e              |
| 2019 |                    | 60e                 | 26e            | 44e               |                  |
| 2020 | 25e                |                     |                |                   |                  |
| 2021 |                    | 8e                  |                | 33e               |                  |
| 2022 | 82e                |                     |                |                   |                  |
| 2023 | 50e                |                     |                |                   |                  |

(*) tussen haakjes aantal individuele etappe-overwinningen

## Ploegen
- 2018 –  Parkhotel Valkenburg
- 2019 –  Biehler Pro Cycling
- 2020 –  Lotto Soudal Ladies
- 2021 –  Jumbo-Visma
- 2022 –  Jumbo-Visma
- 2023 –  Jumbo-Visma
- 2024 ―  Uno-X Mobility
- 2025 ―  Uno-X Mobility

De Boer · Van der Burg · Buysman · De Gast · Van Gogh · Hoeksma · Raaijmakers · Roberts · De Ruiter · Solovej · Stougje · Uiterwijk Winkel · Van Veen · Wiebes
Beekhuis · Braam · Castrique · Christmas · Dom · Fidanza · Kopecky · Meertens · Nguyễn · Parkinson · Siggaard · Van de Velde · Vandenbulcke
Beekhuis · Henderson · Kasper · Koster · Markus · Mathiesen · Soet · Swinkels · Van de Velde · Van den Bos · Van der Burg · Vos
Achtereekte · Beekhuis · van den Bos · Henderson · Kasper · Koster · Kraak · Labecki · Markus · Riedmann · Rüegg · Soet · Swinkels · Vos
Achtereekte · van Agt · Beekhuis · Cadzow · van Empel · Henderson · Kraak · Labecki · Markus · Oudeman · Reijnhout · Riedmann · Rüegg · Swinkels · Veenhoven · Vos
Aalerud · Ahtosalo · Andersen · Anderson · Barker · Beekhuis · Berg Edseth · Boilard · Confalonieri · Dideriksen · Koerner · Koster · Leth · Lowden · Olausson · Bjørndal Ottestad · Ysland
Aalerud · Aasebø · Ahtosalo · Andersen · Anderson · Barker · Beekhuis · Berg Edseth · Boilard · Confalonieri · Gåskjenn · Gjertsen · Greve · Koerner · Koster · Bjørndal Ottestad · Ysland · Zanetti